# Säby landskommun, Småland
För andra landskommuner med detta namn, se Säby.
Säby landskommun var tidigare en kommun i Jönköpings län.

## Administrativ historik
När 1862 års kommunalförordningar trädde i kraft den 1 januari 1863 inrättades i Sverige cirka 2 400 landskommuner samt 89 städer och ett mindre antal köpingar.
Då inrättades i Säby socken i Norra Vedbo härad i Småland denna kommun.
Tranås köping bröts ur landskommunen 1881. 17 juni 1903 bildades municipalsamhället Tranås Kvarn i denna landskommun. 1919 uppgick detta samhälle med Tranås köping i den då nybildade Tranås stad. Resterande delen av landskommunen inkorporerades 1951 i Tranås stad som sedan 1971 blev en del av Tranås.

## Politik

### Mandatfördelning i Säby landskommun 1938-1946
|  | 11 | 2 | 5 | 6 |

| 25 |

| 12 | 4 | 4 | 5 |

| 25 |

|  | 11 | 5 | 4 | 4 |

| 24 |